# X Factor Tyskland
X Factor är den tyska versionen av TV-programmet The X Factor. Två säsonger av programmet har hittills avklarats år 2010 och 2011.
Den tredje säsongen började den 25 augusti 2012 och pågår nu.

## Vinnare
- Säsong 1: Edita Abdieski
- Säsong 2: David Pfeffer
- Säsong 3: Säsongen pågår